# Китанакагусуку
Китанакагусуку (яп. 北中城村 Китанакагусуку-сон) — село в Японии, находящееся в уезде Накагами префектуры Окинава. Площадь села составляет 11,53 км², население — 15 993 человека (1 августа 2014), плотность населения — 1387,08 чел./км².

## Географическое положение
Село расположено на острове Окинава в префектуре Окинава региона Кюсю. С ним граничат города Окинава, Гинован, посёлок Тятан и село Накагусуку.

## Население
Население села составляет 15 993 человека (1 августа 2014), а плотность — 1387,08 чел./км². Изменение численности населения с 1980 по 2005 годы:
| 1980 | 12 210 чел. |  |
| 1985 | 13 011 чел. |  |
| 1990 | 13 707 чел. |  |
| 1995 | 15 023 чел. |  |
| 2000 | 15 745 чел. |  |
| 2005 | 15 790 чел. |  |

## Символика
Деревом села считается эбеновое дерево, цветком — орхидные.